# II. Henrik ciprusi király
II. Henrik (1270. június előtt – Strovolos, Nicosia mellett, 1324. augusztus 31.), franciául: Henri II de Chypre, görögül: Ερρίκος Β' της Κύπρου. Ciprusi és jeruzsálemi királyi herceg, Ciprus királya és a Jeruzsálemi Királyság utolsó tényleges királya. III. Leó és II. Konstantin örmény királyok, valamint IV. Hugó ciprusi király nagybátyja és I. Torosz örmény király, valamint II. Jakab aragón király sógora, továbbá I. (II.) János ciprusi és jeruzsálemi király öccse, valamint Lusignan Amalrik ciprusi régens, Lusignan Mária aragóniai királyné és Lusignan Margit örmény királyné bátyja. A második Lusignan-ház, a Lusignan-Poitiers-ház (Lusignan-Antiochiai-ház) tagja.

## Származása
Apja III. Hugó ciprusi és I. Hugó néven jeruzsálemi király, aki Poitiers-i Henrik antiochiai hercegnek és Lusignan Izabella ciprusi királyi hercegnőnek (I. (Lusignan) Hugó ciprusi király és Champagne-i Aliz jeruzsálemi királyi hercegnő lányának) a fia. Édesanyja Ibelin Izabella bejrúti úrnő.

## Élete

### Ciprus és Jeruzsálem trónján
Bátyjának, a mindössze egy éven át uralkodó, I. (Lusignan) János ciprusi és II. János néven jeruzsálemi királynak a halála után foglalta el a Ciprusi Királyság trónját. Koronázására 1285. június 24-én került sor. A jeruzsálemi trón elfoglalására és hatalma elismertetésére a zavaros politikai helyzet miatt azonban abban az évben kísérletet sem tett. A trónra ugyanis I. Károly szicíliai király is igényt tartott, és annak ellenére, hogy Károlyt 1282-ben a szicíliai vecsernye során megbuktatták Szicíliában, majd 1285 elején a király meghalt, megbízottja gyakorolta az uralmat Akkonban, a királyság akkori fővárosában. Emellett a Jeruzsálemi Királyságot erős politikai megosztottság jellemezte.
Károly fiát II. Károly nápolyi királyt azonban lefoglalták a nyugati hatalmi harcok, figyelme nem terjedt ki a Jeruzsálemi Királyságra. Amikor Al-Manszúr Kaláún egyiptomi szultán 1285 májusában elfoglalta a szentföld egyik legerősebb várát Margatot, a jeruzsálemi politikai elit belátva, hogy a királyságnak új királyra van szüksége, elfogadta János hatalmát. Koronázására 1286. augusztus 15-én került sor Türoszban.

### A Jeruzsálemi Királyság bukása
A Szaladin hódításait követően fokozatosan felmorzsolódó Jeruzsálemi Királyság végnapjai Henrik idején következtek el. Kaláún szultán – felmérve, hogy a keresztes állam nem számíthat Európából segítségre – folytatta a hódítást, és egy 1290 nyarán, Akkonban bekövetkezett muszlimok elleni pogrom után felkészült a főváros ostromára. A folyamatot a szultán halála sem akasztotta meg, utóda Halíl fejezte be a tervet. Hatalmas hadserege 1291 áprilisának elején ért Akkon falaihoz. Henrik egy hónappal később, május 4-én érkezett a városba csapataival, de a hatalmas túlerő ellen a keresztes várvédők esélytelenek voltak. Miután a muszlimok bejutottak a városba, és a harc kimenetele már nem volt kétséges, Henrik öccsével Amalrikkal elhagyta Akkont és visszahajózott Ciprusra.
1291. május 18-án a főváros, Akkon egyiptomi elfoglalásával megszűnt a Jeruzsálemi Királyság, de Ciprus királyai továbbra is használták ezt a címet, és Famagusta városába menekítették át a Jeruzsálemi Királyság létének illúzióját, és többnyire itt tartották a jeruzsálemi királyi koronázásokat is.

### További ciprusi uralkodása és harcok a trón körül
Legidősebb öccse és örököse, Türoszi Amalrik 1306. április 26-án elmozdította a ciprusi trónról Henriket, és Amalrik régensként kormányozta Ciprust. 1310. június 5-én Amalrik herceget meggyilkolták, és ezért 1311-ben özvegye, Izabella hercegnő a gyerekeivel örmény hazájába tért vissza, Henrik pedig visszanyerte a trónját. 
1317. október 16-án a nicosiai Szent Bölcsesség (Hagia Szophia) Székesegyházban feleségül vette Aragóniai Konstancia szicíliai királyi hercegnőt, II. Frigyes szicíliai király és Anjou Eleonóra nápolyi királyi hercegnő lányát, akit ugyanezen a napon ciprusi királynévá is koronáztak. Henrik 1324. augusztus 31-én meghalt. Házasságuk gyermektelen maradt. A szicíliai források szerint a házasságot sohasem hálták el, és ez a valószínűbb, bár más források szerint Konstancia egy fiút szült, aki a születése után nem sokkal meghalt.

### Öröksége
A ciprusi trónöröklés szerint  Türoszi Amalrik még életben maradt fiainak kellett volna örökölnie a trónt az elsőszülöttség rendjében, elsőként is az ifjabb Lusignan Guido hercegnek, de Amalrik fiait száműzték Ciprusról, így nem foglalhatták el a ciprusi trónt, mely így 1324-ben, II. Henrik halála után Amalrik és II. Henrik elhunyt ifjabb öccsének, az idősebb Lusignan Guidónak a fiára, Lusignan Hugóra szállt, aki IV. Hugó néven lett Ciprus királya.